# Abadan, Iran
Abadan este un oraș în provincia Khuzestan din sud-vestul Iranului, port la fluviul Șatt el-Arab, accesibil pentru vase maritime. Abadan este centru de prelucrare a petrolului (una din cele mai mari rafinării din lume) și punct terminus al unei importante conducte de petrol. Orașul se află pe o insulă cu o suprafață de circa 270 km², la 50 de kilometri de Golful Persic, populația lui fiind estimată la 415.139 locuitori. 
Locul a fost slab populat până în 1909, când s-a început construirea unei rafinării de petrol de către o companie mixtă anglo-persană, rafinărie care în 1938 era cea mai mare din lume. De asemenea a fost fondat un institut tehnologic. O criză a fost declanșată de naționalizarea companiei în 1951 și interzicerea tuturor companiilor stăine în Abadan. Această criză aproape că ar fi dus la un război între Regatul Unit și Iran. În cele din urmă a fost instalat în Iran un guvern pro-american, Statele Unite având nevoie de Iran pentru a contracara influența crescândă a Uniunii Sovietice în regiune și răspândirea comunismului în general.
Alt eveniment important a fost incendierea cinematografului Rex din Abadan la 20 august 1978, urmat de demonstrații puternice care au dus 6 luni mai târziu la declanșarea revoluției iraniene și preluarea puterii de către islamiști. În timpul războiului dintre Irak și Iran orașul a fost în mare parte distrus. Rafinăria a reînceput producția abia în 1993.